# تیزک غرب آفریقا
تیزک غرب آفریقا (نام علمی: Najas hagerupii) نام یک گونه از سرده تیزک است.